# Эль-Алия (Алжир)
Эль-Алия (араб. العالية‎) — город и коммуна в восточной части Алжира, в вилайете Уаргла. Входит в состав округа Эль-Хаджира.

## Географическое положение

Коммуна Эль-Алия

Город находится на северо-западе вилайета, на территории одного из оазисов северной Сахары, на расстоянии приблизительно 487 километров к юго-востоку от столицы страны Алжира. Абсолютная высота — 108 метров над уровнем моря.
Коммуна Эль-Алия граничит с коммунами Уаргла, Нгуса, Эль-Хаджира, Темасин, Незла, Туггурт, Мегарин и Сиди-Слиман, а также с территориями вилайетов Эль-Уэд, Бискра и Джельфа. Её площадь составляет 6589 км².

## Климат
Климат города характеризуется как аридный жаркий (BWh в классификации климатов Кёппена). Осадков в течение года выпадает крайне мало (среднегодовое количество — 54 мм). Средняя годовая температура составляет 21,9 °C. Средняя температура самого холодного месяца (января) составляет 10,5 °С, самого жаркого месяца (июля) — 33,9 °С.

## Население
По данным официальной переписи 2008 года численность населения коммуны составляла 7509 человек. Доля мужского населения составляла 50,8 %, женского — соответственно 49,2 %. Уровень грамотности населения составлял 69,9 %. Уровень грамотности среди мужчин составлял 80,6 %, среди женщин — 58,8 %. 4,6 % жителей Эль-Алии имели высшее образование, 14,3 % — среднее образование.

## Транспорт
Через город проходит региональная автодорога W33.